# Cable Mágico Noticias
Cable Mágico Noticias (también conocido como CMN) fue un canal de televisión por suscripción peruano, propiedad de cableoperadora Cable Mágico (empresa manejada por Telefónica del Perú), especializada en programación basada en noticias. Transmitía también los debates del Congreso peruano y algunos programas radiales de la cadena RPP durante las mañanas.

## Historia
Cable Mágico Noticias fue lanzado a fines 1996 como canal exclusivo de la cableoperadora Cable Mágico para competir con el canal Monitor operado por Telecable, que también se especializaba en noticias.
El 8 de febrero de 2001, el canal fue relanzado como Antena Informativa, que era operado en conjunto con Telefónica del Perú y la cadena de televisión española Antena 3.

## Logotipo del canal
Consistía en las letras «C» y «M», de color azul, y la letra «N», esta última de color rojo en fuente FF Blur Medium.